# Tế bào thăng bằng

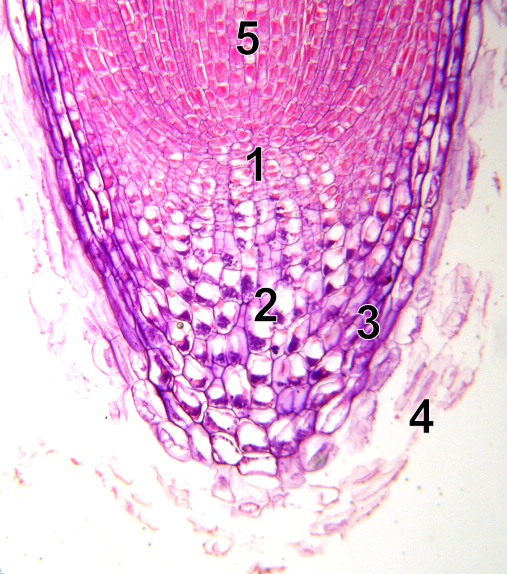
Quan sát đỉnh rễ dưới kính hiển vi với độ phóng đại 10x.
1. Mô phân sinh đỉnh rễ.
2. Trụ chóp rễ (quan sát được tế bào thăng bằng chứa sỏi thăng bằng).
3. Phần rễ bên.
4. Những tế bào chết của chóp rễ bị bong ra.
5. Miền sinh trưởng của rễ.

Tế bào thăng bằng hay tĩnh bào (tiếng Anh: statocyte) là những tế bào tham gia cảm nhận trọng lực trong cơ thể thực vật, tập trung tại vùng trục của chóp rễ, lớp mô bao lấy đỉnh rễ và phần nội bì tế bào gốc của miền sinh trưởng dãn dài. Những tế bào này chứa bên trong những hạt sỏi thăng bằng, một loại bào quan lạp bột đặc biệt chứa đầy tinh bột để tạo sức nặng và độ lắng, bồi tích xuống phần thấp nhất trong tế bào dưới tác dụng của trọng lực và kích hoạt sự sinh trưởng với tốc độ khác biệt giữ hai phần tế bào rễ. Từ đó tạo ra bộ đôi vector kéo giãn cùng hướng xuống thẳng đứng theo chiều dương của trường trọng lực.

## Cấu trúc tế bào

Hình minh họa một tế bào thăng bằng tại rễ theo chiều dọc: (1) Thành tế bào (2) Lưới nội chất (3) Cầu sinh chất (4) Nhân tế bào (5) Ty thể (6) Tế bào chất (7) Sỏi thăng bằng (8) Rễ (9) Chóp rễ (10) Tế bào thăng bằng (A) Đầu gần (B) Đầu xa.

Trong rễ, tế bào thăng bằng là tế bào phân cực, nghĩa là những bào quan của chúng phân bố không đồng nhất trong tế bào chất. Nguyên nhân là do tác dụng của trọng lực nên các bào quan bị định hướng phân bổ theo hai đầu gần/xa của tế bào. Chúng được bao quanh bởi: thành tế bào (1), tế bào chất chứa chúng (6) và một nhân tế bào (4) bị neo lại ở đầu gần (A) bởi mạng lưới nội chất (2), trong đó một vài xoang ống của lưới có thể đâm xuyên thành tế bào qua cầu sinh chất (3). Bào quan ty thể (5) được phân bố đồng đều hơn, và sỏi thăng bằng (7), loại lạp bột đặc biệt, định vị ở đầu xa (B) tế bào.

## Chức năng sinh lý

Hình minh họa một tế bào thăng bằng tại rễ theo chiều ngang.

Cơ chế gây ra tính hướng trọng lực chưa được sáng tỏ hoàn toàn. Khi rễ đặt thẳng đứng, tế bào thăng bằng bị phân cực thành hai đầu gần/xa theo vector gia tốc trọng trường, lúc này những hạt sỏi thăng bằng sẽ tập trung tại cực xa. Sự phân phối hormone auxin trong rễ được cân đối, và tế bào sẽ sinh trưởng đồng đều tại mọi vùng, làm rễ mọc thẳng. Ngược lại, nếu rễ đặt nằm ngang, sỏi thăng bằng sẽ dịch chuyển do tác dụng của trọng lực, gây ra những kích thích cơ học lên mạng lưới vi sợi actin xung quanh chúng. Khi đó, tính thấm của màng tế bào bị biến đổi và lượng auxin sẽ tích tụ không đồng nhất trong rễ, tạo ra khuynh hướng hormone tập trung xung quanh sỏi thăng bằng. Và auxin sẽ gây ức chế dãn dài đối với mặt tế bào nào tích lũy chúng nhiều. Hệ quả là tốc độ sinh trưởng giữa hai mặt cơ quan rễ bị sai lệch, làm rễ mọc uốn cong theo hướng của trọng lực. Người ta cũng tìm thấy tế bào thăng bằng tại ngọn hoa. Ở cơ quan này, sự phân phối bất đồng nhất auxin sẽ gây bẻ cong thân ngọn ngược chiều trọng lực.

## Tế bào thăng bằngvàtúi thăng bằng
Một phần những tài liệu khoa học gọi những tế bào cảm nhận trọng lực ở thực vật với cái tên túi thăng bằng (statocyst) (giống như cấu trúc túi thăng bằng ở động vật không xương sống). Nhưng nhiều nhà khoa học khác lại ưu thích thuật ngữ tế bào thăng bằng (statocyte) hơn, bởi họ cho rằng đây là những tế bào chứa sỏi thăng bằng bên trong, nên việc thêm hậu tố -cyte (nghĩa là tế bào) thì phù hợp và ổn hơn, và một nguyên nhân quan trọng nữa, là không có cấu trúc túi (-cyst, nghĩa là cái túi) hình thành bởi một vài tế bào tạo thành một khoang chứa sỏi thăng bằng (bên ngoài tế bào) như túi thăng bằng ở động vật. Xa hơn, ta cũng có thể gọi mỗi tế bào hình thành nên cấu trúc túi thăng bằng ở động vật bằng thuật ngữ tế bào thăng bằng.